# Tu che non sorridi mai/Per tutto il bene che mi vuoi
Tu che non sorridi mai/Per tutto il bene che mi vuoi è un singolo di Orietta Berti, pubblicato dalla Polydor Records nel febbraio 1968.
Il 45 giri venne distribuito, oltre che in Italia, anche in Spagna, con la stessa copertina firmata Polydor.

## Tu che non sorridi mai
Tu che non sorridi mai è il terzo brano presentato dalla Berti al Festival di Sanremo,, dopo il grande successo avuto l'anno prima con Io, tu e le rose, quinto nella classifica finale. La canzone, interpretata in abbinamento con Piergiorgio Farina, viene eliminata dalla manifestazione dopo la prima doppia esecuzione, durante la seconda serata.
L'autore della musica è Sauro Sili, mentre il testo è opera di Marisa Terzi, che ha firmato anche Che vale per me, altro brano partecipante a quell'edizione del Festival e non ammesso alla finale.
Claudio Villa ne incise una cover.
Il singolo di Farina contenente il brano (BDM, PA 45012) presentava nella seconda facciata Amore baciami.

## Per tutto il bene che mi vuoi
Per tutto il bene che mi vuoi  è la canzone pubblicata sul lato B del singolo, scritto da Pinchi e Sauro Sili.